# حجار البيض

تعديل مصدري - تعديل

حجار البيض هي إحدى قرى عزلة القارة بمديرية رصد التابعة لمحافظة أبين، بلغ تعداد سكانها 134 نسمة حسب تعداد اليمن لعام 2004.